# مام هيبة
مام هيبة هي قرية في مقاطعة بيرانشهر، إيران. يقدر عدد سكانها بـ 20 نسمة بحسب إحصاء 2016.